# Dracula benedictii
Dracula benedictii là một loài lan được tìm thấy ở Cordillera Central và Cordillera Occidental, Colombia.

## Hình ảnh

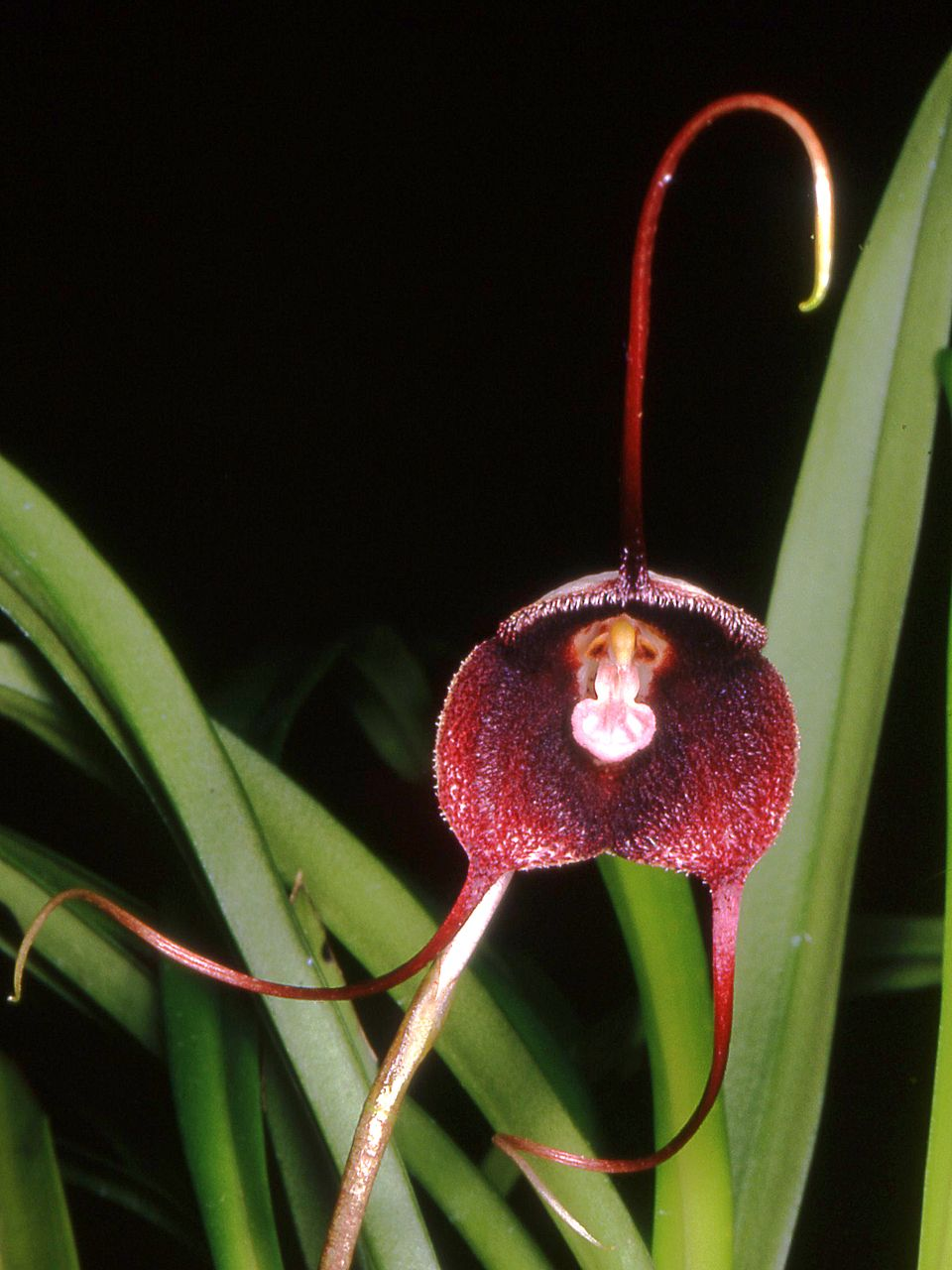
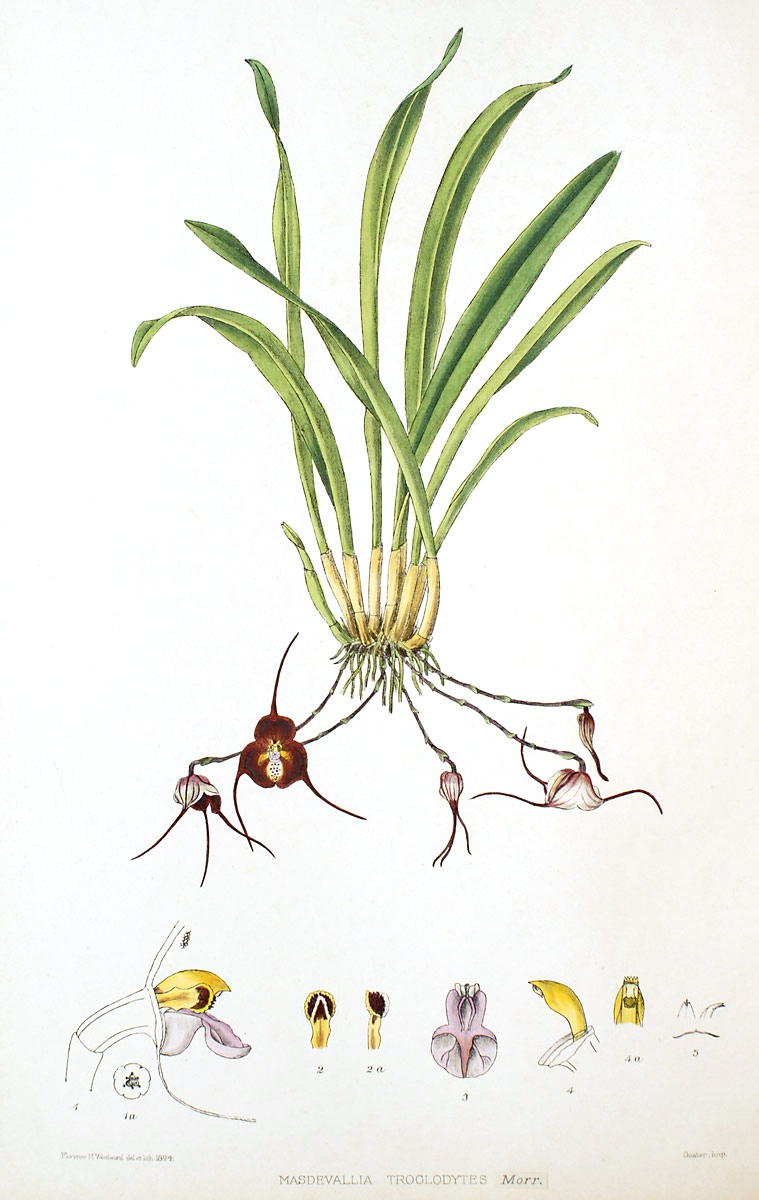